# Улица Крыленко (Санкт-Петербург)
Улица Крыле́нко — улица в Невском районе Санкт-Петербурга. Проходит от Октябрьской набережной до границы Санкт-Петербурга с Ленинградской областью. Дорожное движение: по одной полосе в обе стороны.

## История
Улица названа 26 января 1970 года в память о революционере Николае Васильевиче Крыленко. До этого участок от Невы до Дальневосточного проспекта с 1933 года назывался Красным проспектом.
Нечётная сторона улицы большей частью застроена жилыми домами и объектами социальной инфраструктуры, в то время как на чётной стороне располагается зелёная зона. На противоположной стороне зелёной зоны параллельно проходит улица Евдокима Огнева.

## Пересечения
- Октябрьская набережная
- Дальневосточный проспект
- Искровский проспект
- проспект Большевиков
- Якутская улица